# Xingzhonghui
Le Xingzhonghui (chinois : 興中會/兴中会, pinyin : Xīngzhōnghuì), parfois traduit Société pour le redressement de la Chine, fut fondé par Sun Yat-sen le 24 novembre 1894 comme plate-forme pour ses activités révolutionnaires futures, avec pour objectif de sortir la Chine du marasme. Il a été fondé au cours de la première guerre sino-japonaise après une série de défaites militaires chinoises dues à la corruption et à l'incompétence des Qing

## Historique
Le mouvement fut créé à Honolulu (Hawaï, États-Unis) où Sun était alors en exil. Les membres devaient faire vœu de : Expulser les étrangers, ranimer la Chine et établir un gouvernement unifié. (驅逐韃虜，恢復中華，建立合眾政府).
Lorsque Sun Yat-sen revint à Hong Kong au début de 1895, il rencontra Yeung Ku-wan, président de la Furen Literary Society, qu'il avait déjà rencontrée en 1891. Tous deux voulaient profiter de la situation politique difficile due à la première guerre sino-japonaise, et le 18 février 1895, la Furen Literary Society fusionna avec le Xingzhonghui avec l'aide de Yau Lit, un proche de Sun et membre de Furen. Yeung et Sun devinrent respectivement président et secrétaire de la Société. Ils ont camouflé leurs activités à Hong Kong sous l'apparence d'une entreprise appelée Kuen Hang Club. 
En octobre 1895, le Xingzhonghui projeta de lancer un soulèvement à Guangzhou ; Yeung devait diriger le soulèvement à Hong Kong où Li Ki-tong fournissait les fonds et un lieu d'entraînement. Cependant, les plans ont été divulgués et plus de 70 membres, dont Lu Haodong, un ami de jeunesse de Sun Yat-sen, ont été capturés par le gouvernement Qing.
Sous la pression du gouvernement Qing, les autorités coloniales britanniques à Hong Kong ont forcé Yeung et Sun Yat-sen à l'exil, leur interdisant de revenir à Hong Kong au cours des cinq prochaines années. Yeung se rendit à Johannesbourg en Afrique du Sud, et plus tard au Japon, où il resta de 1896 à 1899 pour développer le Xingzhonghui et diffuser ses idées.
Le groupe a perdu sa vigueur après les soulèvements manqués en 1895 et 1900. Il a plus tard fusionné dans le Tongmenghui, qui à son tour deviendra le Kuomintang.

## Source
- (en) Cet article est partiellement ou en totalité issu de l’article de Wikipédia en anglais intitulé « Revive China Society » (voir la liste des auteurs).